# Tonnerre Yaoundé
El Tonnerre FC (en francés: Trueno) es un club de fútbol de la ciudad de Yaundé en Camerún, fue fundado en 1934 y son miembros de la Fédération Camerounaise de Football.

## Palmarés
- Primera División de Camerún: 5

1981, 1983, 1984, 1987, 1988
- Copa de Camerún: 5

1958, 1974, 1987, 1989, 1991
- Recopa de África: 1

1975

## Participación en competiciones de la CAF
| Temporada | Torneo                            | Ronda            | Club                    | Casa  | Visita | Global      |
| --------- | --------------------------------- | ---------------- | ----------------------- | ----- | ------ | ----------- |
| 1975      | Recopa Africana                   | 1                | Mighty Jets             | 0-0   | 2-2    | 2-2 (a)     |
| 1975      | Recopa Africana                   | Cuartos de final | El-Ittihad El-Iskandary | w.o.1 | 0-4    | 0-4         |
| 1975      | Recopa Africana                   | Semifinales      | Mufulira Wanderers FC   | 1-0   | 2-2    | 3-2         |
| 1975      | Recopa Africana                   | Final            | Stella Club d'Adjamé    | 4-1   | 1-0    | 5-1         |
| 1976      | Recopa Africana                   | 1                | ASKO Kara               | 3-0   | 2-1    | 5-1         |
| 1976      | Recopa Africana                   | Cuartos de final | AS Kaloum Star          | 0-0   | 2-1    | 2-1         |
| 1976      | Recopa Africana                   | Semifinales      | AS Vita Club            | 3-1   | 1-1    | 4-2         |
| 1976      | Recopa Africana                   | Final            | Shooting Stars FC       | 1-0   | 1-4    | 2-4         |
| 1982      | Copa Africana de Clubes Campeones | 1                | Invincible Eleven       | 1-1   | 0-1    | 1-2         |
| 1984      | Copa Africana de Clubes Campeones | 1                | Vital'O FC              | 3-0   | 0-1    | 3-1         |
| 1984      | Copa Africana de Clubes Campeones | 2                | Shooting Stars FC       | 4-0   | 0-4    | 4-4 (4-5 p) |
| 1985      | Copa Africana de Clubes Campeones | 1                | AS Sogara               | 2-1   | 0-1    | 2-2 (a)     |
| 1988      | Copa Africana de Clubes Campeones | 1                | Doumbé FC               | 1-0   | 1-0    | 2-0         |
| 1988      | Copa Africana de Clubes Campeones | 2                | Heartland FC            | 3-2   | 0-2    | 3-4         |
| 1989      | Copa Africana de Clubes Campeones | 1                | ASDR Fatima             | 2-0   | 3-0    | 5-0         |
| 1989      | Copa Africana de Clubes Campeones | 2                | AS Vita Club            | 3-1   | 1-1    | 4-2         |
| 1989      | Copa Africana de Clubes Campeones | Cuartos de final | Mighty Blackpool        | 3-1   | 1-0    | 4-1         |
| 1989      | Copa Africana de Clubes Campeones | Semifinales      | Raja Casablanca         | 2-2   | 0-2    | 2-4         |
| 1990      | Recopa Africana                   | 1                | US Ouakam               | 0-1   | 0-2    | 0-3         |
| 1992      | Recopa Africana                   | 1                | ASDR Fatima             | 0-0   | 0-1    | 0-1         |
| 2002      | Copa CAF                          | 1                | Deportivo Mongomo       | 4-2   | 2-1    | 6-3         |
| 2002      | Copa CAF                          | 2                | TP Akwembé              | 1-0   | 2-2    | 3-2         |
| 2002      | Copa CAF                          | Cuartos de final | ES Sahel                | 1-0   | 1-2    | 2-2 (a)     |
| 2002      | Copa CAF                          | Semifinales      | Satellite               | 1-0   | 1-2    | 2-2 (a)     |
| 2002      | Copa CAF                          | Final            | JS Kabylie              | 1-0   | 0-4    | 1-4         |

1- El partido fue abandonado al minuto 70 cuando el Tonnerre Yaoundé llevaba la ventaja 3-0 luego de que el Al Ittihad abandonara el juego por quejas contra el arbitraje; la serie se le acreditó al Tonnerre Yaoundé.